# Cristina Dorador
Pour les articles homonymes, voir Dorador.
Dorador  Ortiz est un nom espagnol. Le premier nom de famille, en général paternel, est Dorador ; le second, en général maternel, souvent omis, est Ortiz.
Cristina Dorador Ortiz, née le 28 février 1980 à Antofagasta, est une scientifique et docteure chilienne, ainsi qu'ex-constituante de l'Assemblée constituante (Chili, 2021). Ses recherches portent sur la microbiologie, l'écologie microbienne, limnologie et la géomicrobiologie. Elle est professeure associée du département de biotechnologie de la faculté de sciences de la mer et ressources naturelles de l'Université d'Antofagasta. Elle a été membre du conseil de transition de la Comisión Nacional de Investigación Científica y Tecnológica en 2019, et son travail de recherche est reconnu dans le pays comme à l'international.
De 2021 à 2022, elle est membre de l'Assemblée constituante pour le district 3, qui représente la région d'Antofagasta.

## Biographie

### Vie personnelle
Cristina Dorador est née à Antofagasta le 28 février 1980. Elle est la fille des professeurs et poètes Wilfredo Dorador et Milena Ortiz, et elle a trois frères,. Jusqu'à l'âge de 6 ans elle habite dans la ville de Mejillones. Elle effectue sa scolarité dans la région.
Elle a deux enfants avec le chercheur anglais Chris Harrod,.

### Éducation et activité scientifique
Elle obtient sa licence en biologie de la Faculté de Sciences de l'Université du Chili, à Santiago. Puis en 2007 elle réalise un doctorat en sciences naturelles avec mention en microbiologie à l'Université de Kiel en Allemagne et à l'Institut Max Planck à Plön. En 2008 elle obtient un poste à l'Université d'Antofagasta. Elle est actuellement universitaire de l'Université d'Antofagasta et chercheuse au Centre de Biotecnologie et Bioingénierie de l'Université du Chili.
Dorador consacre sa carrière à l'étude des écosystèmes du système de déserts de sel altiplaniques, et étudie l'importance des microbes pour les milieux extrêmes du désert d'Atacama.
Elle décrit la capacité des bactéries à dégrader des composés synthétiques comme les polyesters et les plastiques. Elle met également en évidence la diversité microbienne à grande altitude et les propriétés qui rendent ces bactéries résistantes à des conditions extrêmes. L'activité microbienne des déserts de sel du nord du Chili est aujourd'hui un sujet important pour le patrimoine biologique du Chili, grâce aux études réalisées par Cristina Dorador et son équipe pendant les dix dernières années.
Elle défend la préservation des déserts de sel et la sortie de la logique extractiviste,.

### Vulgarisation scientifique
Tout au long de sa carrière elle développe des activités de vulgarisation scientifique en régions ; elle est conseillère scientifique du programme PAR Explora Antofagasta de la Comisión Nacional de Investigación Científica y Tecnológica et a participé à des programmes de vulgarisation comme Puerto de Ideas, Congreso Futuro et TEDx. En parallèle, elle rédige des chroniques pour le blog de diffusion scientifique chilienne Etilmercurio. Elle est membre de l'Association Red de Investigadoras (Réseau de Chercheuses).
Elle participe au programme Más Ciencia para Chile (Plus de Science pour le Chili).

### Politique
Elle s'inscrit comme candidate indépendante aux élections constituantes de 2021 pour le district 3 (Calama, María Elena, Ollagüe, San Pedro de Atacama, Tocopilla, Antofagasta, Mejillones, Sierra Gorda et Taltal). Elle fait partie de la liste Movimiento Independientes del Norte (Mouvement des Indépendants du Nord). Parmi ses propositions comme candidate on trouve « une constitution écologique, la décentralisation, la préservation des déserts de sel face à l'extractivisme, la protection de l'environnement » et les droits sociaux,,,.
Elle est élue avec 12,68 % des votes, obtenant ainsi la première place du district. Plusieurs organisations proposent qu'elle fasse partie du comité directeur de l'assemblée constituante, mettant en avant « son engagement au sein du monde indépendant, pour la connaissance, pour la recherche scientifique et technologique en régions, pour le mouvement féministe, pour les peuples originaires et pour l'environnement, et le fait qu'une constitution écologique soit une de ses propositions de campagne ».

### Reconnaissance et distinctions
Cristina Dorador est membre du panel international de la société internationale d'écologie microbienne, et a été membre du conseil de transition de la Comisión Nacional de Investigación Científica y Tecnológica en 2019 (remplacée ensuite par la Agencia Nacional de Investigación y Desarrollo de Chile, Agence National de Recherche et Développement du Chili). Elle a été coordinatrice au Chili du Network for Extreme Environments Research pour l'étude d'écosystèmes aux extrémités géographiques du Chili.
Selon le rapport « Ciencias Imagen Chile » (Sciences Image Chili) préparé par Marca Chile en 2018, Dorador fait partie des chercheurs chiliens les plus cités dans les médias internationaux. En 2017 elle est reconnue comme l'une des 100 femmes leaders du pays par le journal El Mercurio,.
En 2017 elle assiste à l'inauguration d'un laboratoire à son nom au lycée Radomiro Tomic de Calama. Cristina Dorador a représenté le Chili en tant que jeune scientifique dans le livre “Jeunes Scientifiques. Un futur brillant pour les Amériques", publié par Interamerican Network of Academies of Sciences,.

## Publications
Ceci est une liste des travaux scientifiques les plus cités de la chercheuse ; la liste complète est disponible sur son profil sur Google Scholar
- (en) Junier, Verónica Molina, Dorador et Hadas, « Phylogenetic and functional marker genes to study ammonia-oxidizing microorganisms (AOM) in the environment », Applied Microbiology and Biotechnology, vol. 85, no 3,‎ janvier 2010, p. 425–440 (ISSN 0175-7598, PMID 19830422, PMCID 2802487, DOI 10.1007/s00253-009-2228-9, lire en ligne, consulté le 20 mars 2020)
- (en) Dorador, Daniela Meneses, Urtuvia et Demergasso, « Diversity of Bacteroidetes in high‐altitude saline evaporitic basins in northern Chile », Journal of Geophysical Research: Biogeosciences, vol. 114, no G2,‎ juin 2009, n/a–n/a (DOI 10.1029/2008JG000837, lire en ligne, consulté le 20 mars 2020)
- (en) Dorador, Irma Vila, Imhoff et Witzel, « Cyanobacterial diversity in Salar de Huasco, a high altitude saline wetland in northern Chile: an example of geographical dispersion?: Cyanobacteria in Salar de Huasco », FEMS Microbiology Ecology, vol. 64, no 3,‎ 15 avril 2008, p. 419–432 (DOI 10.1111/j.1574-6941.2008.00483.x, lire en ligne, consulté le 20 mars 2020)
- (en) Dorador, Irma Vila, Remonsellez et Imhoff, « Unique clusters of Archaea in Salar de Huasco, an athalassohaline evaporitic basin of the Chilean Altiplano: Archaeal diversity in Salar de Huasco », FEMS Microbiology Ecology,‎ 19 avril 2010, no–no (DOI 10.1111/j.1574-6941.2010.00891.x, lire en ligne, consulté le 20 mars 2020)
- (en) Schulz, Pascal Beese, Ohlendorf et Erhard, « Abenquines A–D: aminoquinone derivatives produced by Streptomyces sp. strain DB634 », The Journal of Antibiotics, vol. 64, no 12,‎ décembre 2011, p. 763–768 (ISSN 0021-8820, DOI 10.1038/ja.2011.87, lire en ligne, consulté le 20 mars 2020)

## Ouvrages
- El asilo contra la extinción, Cristina Dorador et Ezio Costa, 2022, 120 p., Editorial Paidós  (ISBN 9789569987847).
- Amor microbiano, Cristina Dorador, 2024, 120 p., Editorial Planeta  (ISBN 9789564086248).